# Пшеводзишовицька сторожа
Пшеводзишовицька сторожа (пол. Strażnica Przewodziszowicka) — руїни мурованої оборонної сторожі, розташованої біля колишнього села Пшеводзишовиці (нині частина міста Жарки) на Краківсько-Ченстоховській височині. 

## Історія
Єдиним залишком сторожі у наш час є частково реконструйований мур завдовжки 26 м, висотою до 10 м, товщина якого місцями складає 1,8 м. Ймовірно, біля підніжжя скелі колись існувало підзамче, захищене валом та ровом. Сторожу, швидше всього, було побудовано у XIV столітті або на межі XIV—XV століть. Існують дві теорії її походження. На думку деяких істориків, вона її побудували за наказом польського короля Казимира Великого. Разом із Сулишовицькою сторожею вона підсилювала оборону замку Остренжник. Інші історики вважають, що сторожу побудував силезький князьВладислав Опольський для захисту своїх феодальних територій. У 1426—1454 роках сторожа була резиденцією лицаря-розбійника Миколая Корніча, якого називали "Племінником". Він нападав і грабував лише заможних купців і можновладців, через що його любило місцеве селянське населення. Згідно з легендою, скарби, які він награбував, були заховані у важкодоступних щілинах скелі або в замковій криниці. 

## Скелелазіння
Скеля з сторожею знаходиться на невеликій галявині. Вона складається з вапняку, має висоту 12—17 м і є об’єктом скелелазіння. Має похилі, вертикальні або звисні стіни. На скелі існує 31 альпіністський маршртут різної складності, більшість з яких обладнано відповідними засобами безпеки. 

## Світлини

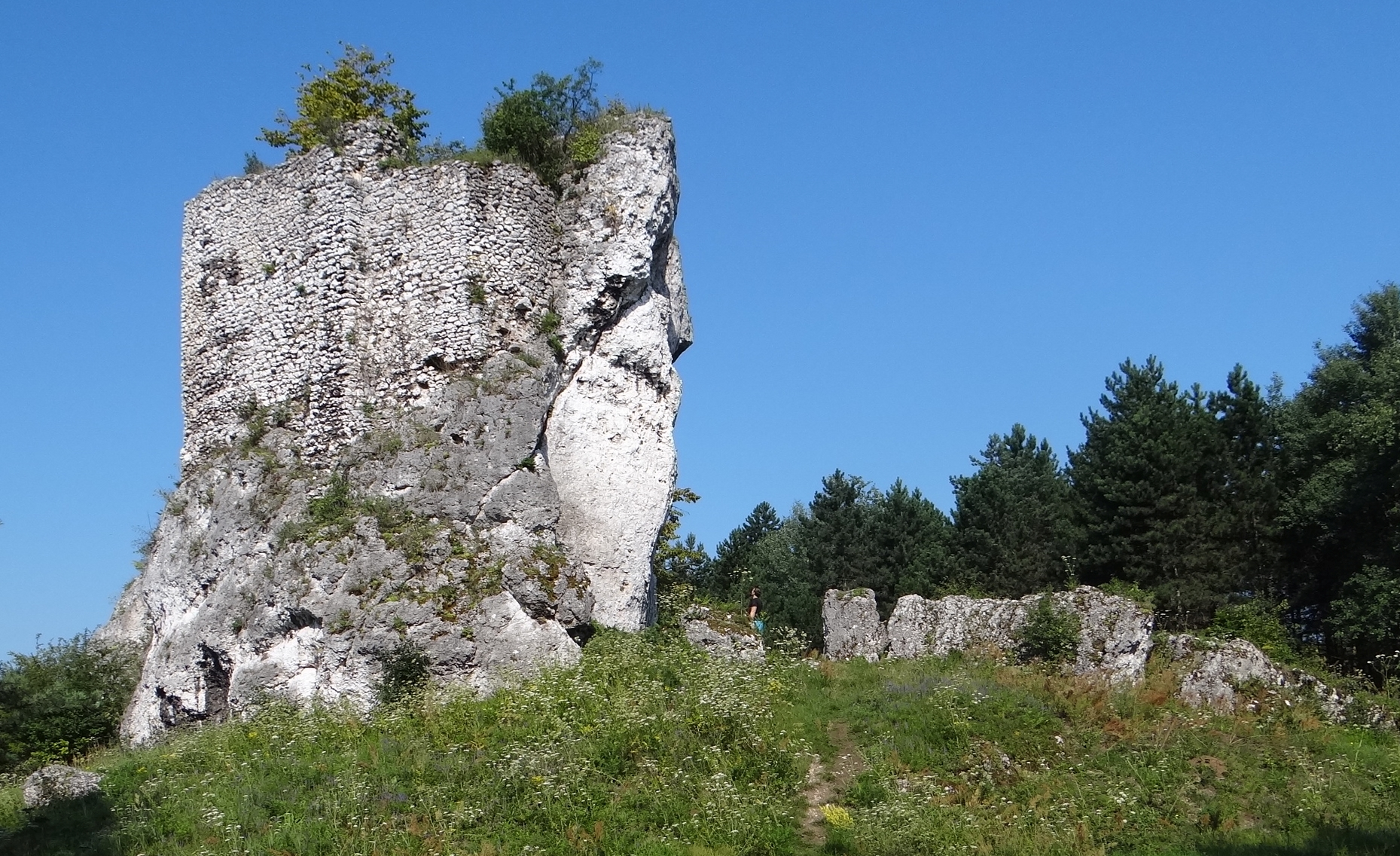
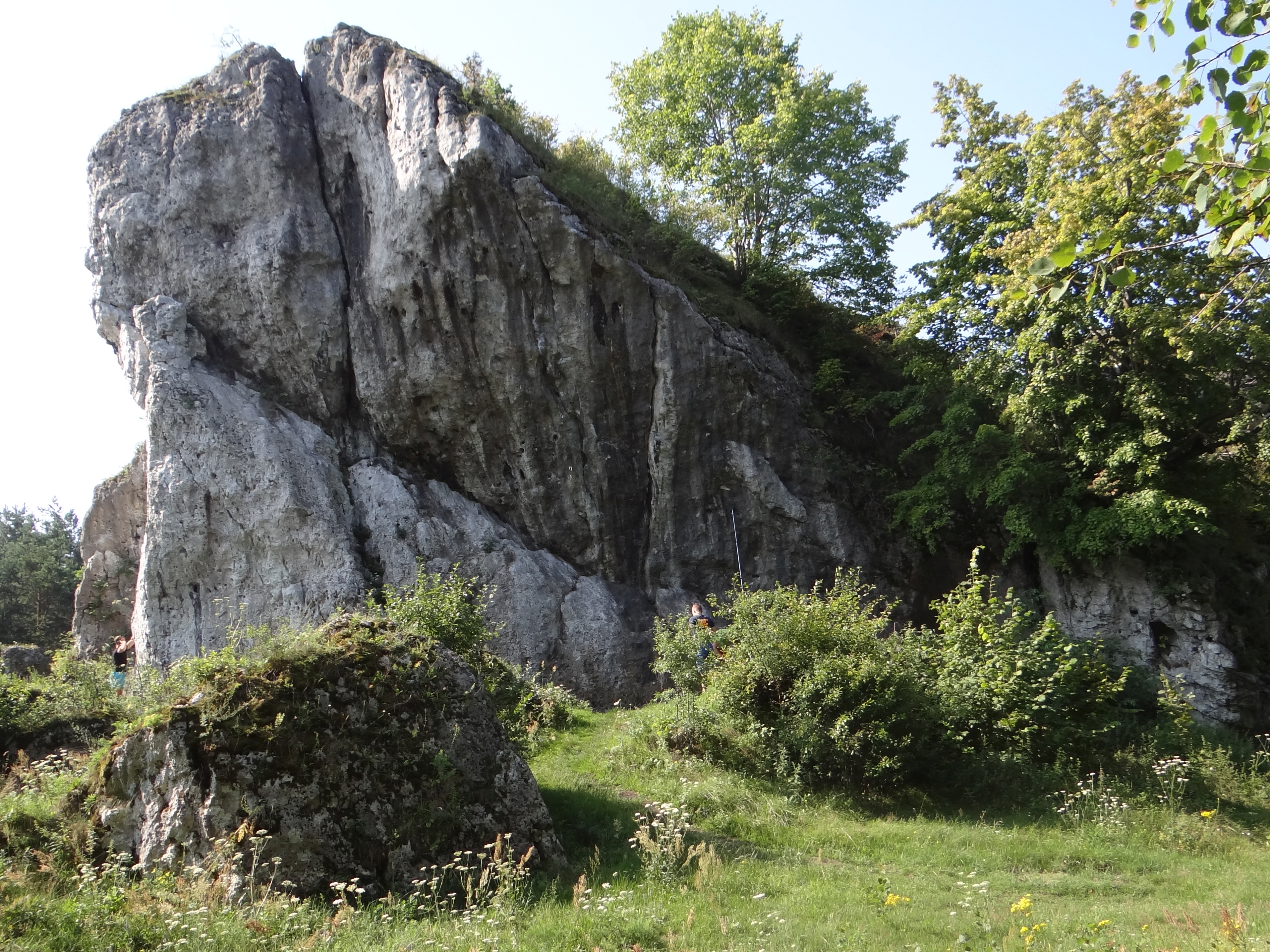
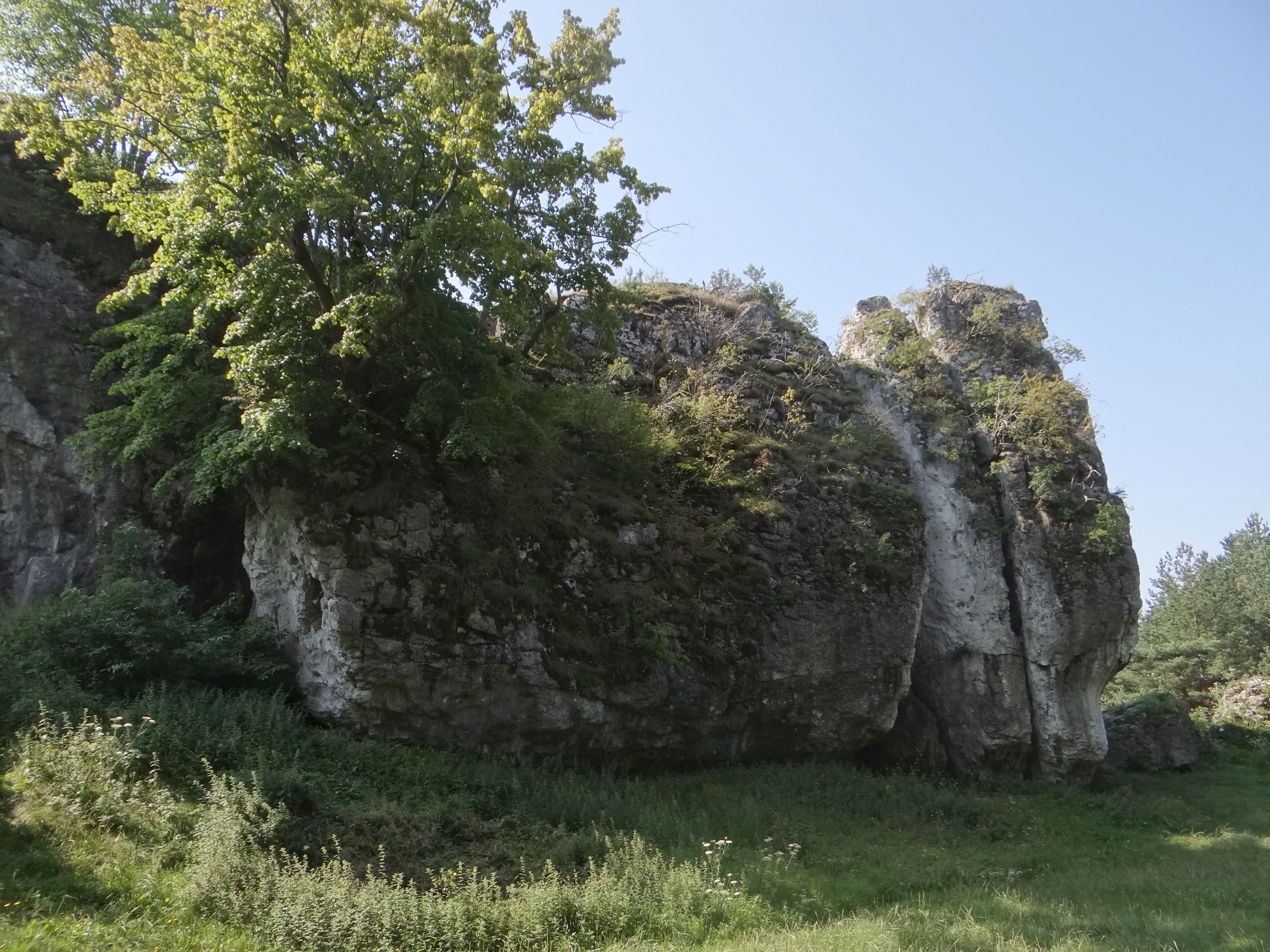
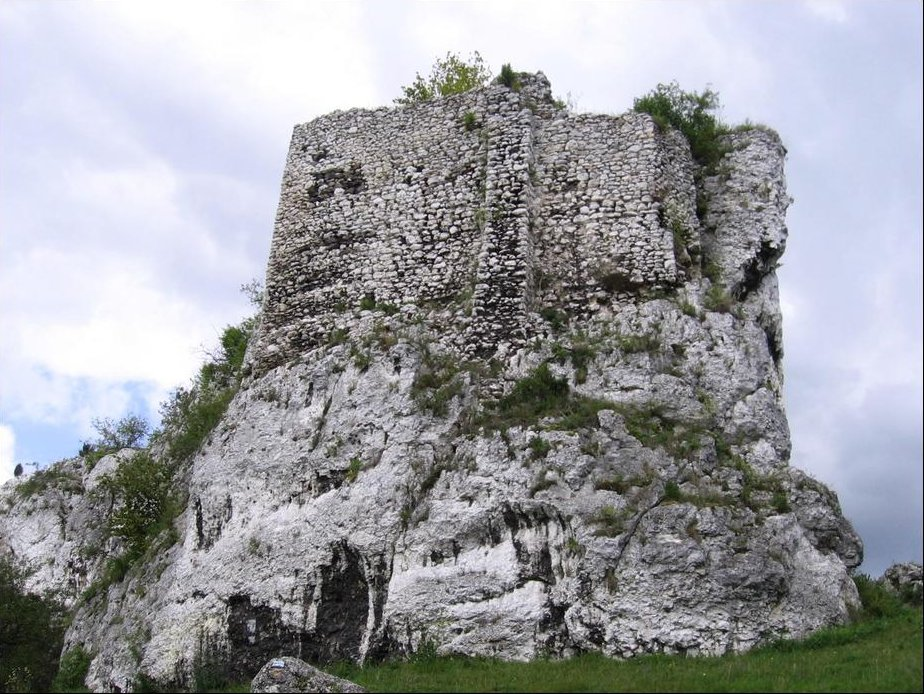